# Joaquim Soler
Joaquim Soler i Ferret (Barcelona, 10 de septiembre de 1940 - ibíd., 6 de octubre de 1993) fue un escritor y crítico literario español, miembro del colectivo catalán Ofèlia Dracs.

## Biografía
Nacido el 10 de septiembre de 1940 en Barcelona, inició sus estudios en un seminario y trabajó en diferentes oficios. Su trayectoria como novelista se inicia, como una alternativa al realismo, con Laberint sense (quasi plagi) (1978), Camil i Adelf (1980) y La prova del mirall (1981), obras que inciden en las coordenadas de una literatura imaginativa y lúdica, rozando siempre la experimentación. Su obra continuó con Una furtiva llàgrima (1982), premio Ciudad de Palma de Novela; Cambra de bany (1985), premio Prudenci Bertrana de Novela, y A una sola veu (1992), premio Víctor Català. Cultivó también la narrativa juvenil: El fantasma del Fluvià (1981). Fue miembro del colectivo Ofèlia Dracs. Falleció pocos después de cumplir los 53 años en su ciudad natal.

## Obras
Del conjunto de sus obras, cabe destacar:
|  | - Laberint sense (quasi plagi) (1978) - Camil i Adelf (1980) - La prova del mirall (1981) - El fantasma del Fluvià (1981) - Una furtiva llàgrima (1982) - Cambra de bany (1985) - París no existeix (1985) - El silenci de la musculatura (1987) - El quarto de les figues (1989) - Antoni Munill: Apunts per a una biografia apassionada (1991) - Anestèsia (1991) - N'Alec de H'Hug (1992) - A una sola veu (1992) - Paraules de Pòtima (1993) - Essa de Dracs (1994, póstuma) | - Poemes i narracions (1984) - Mirall d'aigua, reflexos del port (1992) - 24 escriptors 24 hores a la Rambla (1993) - Entre la poesia en prosa i el conte literari. Sobre la literatura d'E. Martínez Ferrando - Deu pometes té el pomer (1980) - Lovecraft, lovecraft (1981) - Negra i consentida (1983) - Essa efa (1985) - Boccato di cardinali (1985) - Misteri de reina (1994, pòstum) |

## Premios y galardones
- Premio Hilari d'Arenys, por Poemes desapamats
- Premio La Sonrisa Vertical, por Deu pometes té el pomer
- Premio L'Esparver, per El fantasma del Fluvià
- Premio Ciudad de Palma de Novela, por Una furtiva llàgrima
- Premio Prudenci Bertrana de Novela, por Cambra de bany
- Premio Ciudad de Valencia, por El silenci de la musculatura
- Premio Víctor Català, por A una sola veu